# Luís VI da Baviera
Luís VI da Baviera, chamado o Romano (em alemão:  Ludwig VI der Römer) (Roma, 7 de maio de 1328 – Berlim, 17 de maio de 1365) foi o primeiro filho do Imperador Luís IV da Baviera com a sua segunda esposa, Margarida II, Condessa de Hainaut. Era, portanto, um membro da Casa de Wittelsbach. Luís VI foi Duque da Baviera (1347-1365) e, como Luís II, marquês de Brandemburgo (1351-1365). Em 1356, ele tornou-se o primeiro príncipe-eleitor de Brandemburgo. Luís VI morreu em Berlim.

## Biografia
Luís nasceu em Roma (provavelmente será a razão do seu cognome), quando os seus pais viajavam para lá, para a coroação de seu pai. Quando este morreu em 1347, Luís sucedeu-lhe como Duque da Baviera, juntamente com seus cinco irmãos. Luís oferece a Holanda e Hainaut para os seus irmãos Guilherme I e Alberto I em 1349, desde a sua expectativa de obter a coroa polaca, casando-se com Cunegunda da Polónia, filha de Casimiro III da Polónia com Aldona da Lituânia.
Em Dezembro de 1351, Luís VI recebeu do seu meio-irmão mais velho Luís V o governo de Brandemburgo, em troca do governo único na Alta Baviera. Menos experiente do que Luís V, também foi desafiado pelo "Falso Valdemar", um impostor que alegou Brandemburgo e tem o apoio de diversas cidades e também de Carlos IV, Sacro Imperador Romano-Germânico.
Com o Bula Dourada de 1356 Luís foi investido com a dignidade eleitoral.
Após a morte de Cunegunda em 1357, Luís casou-se com Ingeborga de Mecklemburgo. Ela era filha de Alberto II, Duque de Mecklemburgo e Eufémia da Suécia. Luís não tinha filhos com ela também. Por conseguinte, o seu irmão Otão V sucedeu em Brandemburgo.
Os duques Luís VI e Otão V, sem filhos, já tinham prometido a Carlos IV, Sacro Imperador Romano-Germânico, a sucessão de Brandemburgo, em 1364, como vingança por um conflito com o irmão deles, Estêvão II.